# The Great Flamarion
The Great Flamarion é um filme de mistério noir estadunidense de 1945 dirigido por Anthony Mann e estrelado por Erich von Stroheim e Mary Beth Hughes. O filme foi produzido pela Republic Pictures e encontra-se em domínio público.

## Elenco
- Erich von Stroheim como O Grande Flamarion
- Mary Beth Hughes como Connie Wallace
- Dan Duryea como Al Wallace
- Stephen Barclay como Eddie Wheeler
- Lester Allen como Tony
- Esther Howard como Cleo
- Michael Mark como Vigia noturno